# 宽甸站
宽甸站是凤上铁路上的一个火车站，位于辽宁省丹东市宽甸满族自治县宽甸镇。该站距离凤凰城站111公里，上河口站43公里，隶属中国铁路沈阳局集团管辖。
1. ↑  铁道部电子计算技术中心, 铁道部运输局. . 北京: 中国铁道出版社. 1998: 135. ISBN 9787113030995.